# イグナシオ・ベリスタイン
イグナシオ・ナチョ・ベリスタイン（Ignacio "Nacho" Beristain、1942年12月23日 - ）は、メキシコのボクシングトレーナー、マネージャー。ベラクルス州アクトパン出身。
数多くの名選手を育て上げた世界有数の名トレーナーであり、名伯楽として名高い。ジョー小泉いわく「勝たせるのがうまい」という戦術家ぶりでメキシカンの日本人キラーぶり（※ナチョが来日しセコンドについた世界戦でメキシコ人が負けた事が無い）の影に彼の姿が多く見受けられる。門下生を一から指導する才能よりも、依頼を受けた一試合のみで選手を勝たせてしまうことが得意といえる。

## 来歴
7歳でボクシングを始め、アマチュアを経験した後、アルトゥーロ・エルナンデス門下でプロボクサーとなったが、視力が弱く活躍は出来なかった。
1959年、右目の負傷により引退し、トレーナーの道に進む。
1964年、アシスタント・セコンドとしてビセンテ・サルディバルの世界タイトル奪取に貢献。
1968年、1976年、1980年のオリンピック・メキシコ代表チーム監督。
1980年のモスクワオリンピックにメキシコ代表として出場したダニエル・サラゴサを連れ、プロのトレーナーに転向。
現在、メキシコシティにてヒルベルト・ローマン・イ・ダニエル・サラゴサ・ジム（通称：ロマンサ・ジム）を主宰。
2006年、世界ボクシング殿堂に殿堂入り。
2011年、国際ボクシング名誉の殿堂博物館に殿堂入り。

## 育てた名選手
- ダニエル・サラゴサ
- ヒルベルト・ローマン
- ウンベルト・ゴンザレス
- ビクトル・ラバナレス
- ホセ・ルイス・ブエノ
- メルチョル・コブ・カストロ
- グティ・エスパダス・ジュニア
- エンリケ・サンチェス
- ファン・マヌエル・マルケス
- ラファエル・マルケス
- ジョニー・ゴンサレス
- アブネル・マレス
- フアン・カルロス・サルガド
- ホルヘ・アルセ
- オスカー・デ・ラ・ホーヤ
- リカルド・ロペス
- アドリアン・エルナンデス
- フェリペ・オルクタ